# Milan Šedivý
Milan Šedivý (1967. június 17. –) cseh nemzetközi labdarúgó-játékvezető.

## Pályafutása

### Nemzetközi játékvezetés
A Cseh labdarúgó-szövetség Játékvezető Bizottsága (JB) terjesztette fel nemzetközi játékvezetőnek, a Nemzetközi Labdarúgó-szövetség (FIFA) 2003-tól tartotta nyilván bírói keretében. Egy nemzetek közötti válogatott és több klubmérkőzést vezetett. Az aktív nemzetközi játékvezetéstől 2005-ben búcsúzott. Válogatott mérkőzéseinek száma: 1.

## Statisztika

### Nemzetközi válogatott mérkőzése
| #  | Dátum              | Helyszín                    | Hazai        | Eredmény | Vendég     | Kiírás     | Gólok | Esemény |
| -- | ------------------ | --------------------------- | ------------ | -------- | ---------- | ---------- | ----- | ------- |
| 1. | 2003. november 19. | Budapest, Üllői úti Stadion | Magyarország | 0 – 1    | Észtország | barátságos | -     |         |
|    | Összesen           |                             |              | 1        | mérkőzés   |            |       |         |